# Comté de Burleson
Le comté de Burleson, en anglais : Burleson County, est un comté situé dans le centre-est de l'État du Texas aux États-Unis. Fondé le 24 mars 1846, son siège de comté est la ville de Caldwell. Selon le recensement des États-Unis de 2020, sa population est de 17 642 habitants. Le comté a une superficie de 1 752,8 km2, dont 1 706,8 km2 en surfaces terrestres. Il est baptisé en référence à Edward Burleson, général, puis vice-président de la république du Texas.

## Organisation du comté
Le comté est fondé le 24 mars 1846, à partir de terres du comté de Milam. Il est définitivement organisé et autonome, le 13 juillet 1846.
Le comté est baptisé en mémoire d'Edward Burleson, soldat durant la guerre américano-mexicaine puis durant la guerre de Sécession, il est par la suite vice-président de la république du Texas, de décembre 1841 à décembre 1844,,.

## Comtés adjacents
| Comté de Milam | Comté de Robertson | Comté de Brazos     |
|                | comté de Burleson  |                     |
| Comté de Lee   | Comté de Hidalgo   | Comté de Washington |

## Démographie

Pyramide des âges du comté de Burleson (2000).

Lors du recensement de 2010, le comté comptait une population de 17 187 habitants. Elle est estimée, en 2017, à 18 011 habitants,.
| Groupes           | Comté de Burleson | Texas | États-Unis |
| ----------------- | ----------------- | ----- | ---------- |
| Blancs            | 77,9              | 70,4  | 72,4       |
| Afro-Américains   | 12,2              | 11,9  | 12,6       |
| Autres            | 7,2               | 10,6  | 6,4        |
| Métis             | 1,9               | 2,5   | 2,7        |
| Amérindiens       | 0,6               | 0,7   | 0,9        |
| Asiatiques        | 0,2               | 3,8   | 4,8        |
| Total             | 100               | 100   | 100        |
|                   |                   |       |            |
| Latino-Américains | 18,4              | 37,6  | 16,7       |